# Georganne LaPiere
Georganne LaPiere Bartylak (nascida em 7 de setembro de 1951) é uma atriz estadunidense e meio-irmã de Cher. Apareceu em vários filmes, e sua carreira cinematográfica começou em 1974 e durou até 1996. Foi casada com o ator Michael Madsen.
Seu papel mais famoso foi o de Bobbie na comédia de 1984 Protocol com Goldie Hawn no papel principal. É também conhecida como a primeira atriz famosa a ser escalada no papel principal de Heather Webber na novela diária General Hospital.
Hoje em dia, Georganne é corretora de imóveis em Bervely Hills, Califórnia.

## Filmografia
| Filme | Filme                        | Filme                   | Filme |
| Ano   | Filme                        | Papel                   |       |
| ----- | ---------------------------- | ----------------------- | ----- |
| 1974  | The Streets of San Francisco | Ellen Warren            |       |
| 1976  | Law of the Land              | Lila                    |       |
| 1976  | General Hospital             | Heather Grant Webber #1 |       |
| 1978  | Jennifer                     | Dee Dee Martin          |       |
| 1984  | Protocol                     | Bobbie                  |       |
| 1996  | If These Walls Could Talk    | Clinic Director         |       |